# كرة الحصان

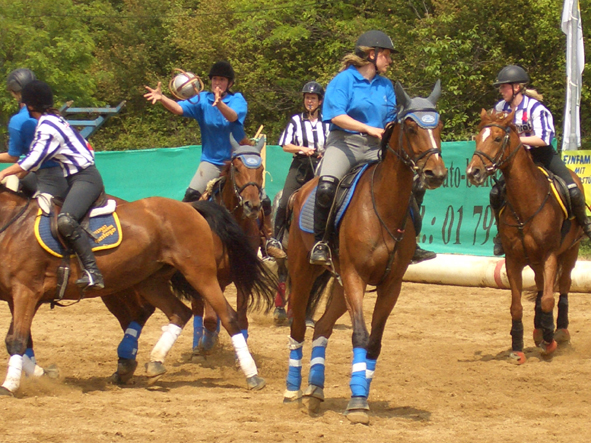
كرة الحصان

كرة الحصان (بالإنجليزية: Horseball)‏ وهي لعبة رياضية تستخدم ركوب الحصان في التحكم بالكرة داخل الملعب وثم إدخالها للهدف وهذه الرياضة هي جمع بين بولو ورغبي وكرة السلة وهذه اللعبة مصنفة ضمن الاتحاد الدولي للفروسية، تُلعب هذه اللعبة بفريقين وكُل فريق يكون مكون من 4 لاعبين، تاريخ هذه الرياضة يعود إلى بداية القرن الثامن العشر في الأرجنتين وقت كانت مُستعمرة إسبانية وثم نشئت منها رياضة باتو وهناك 18 دولة عضوة في هذه الرياضة وهي الأرجنتين والجزائر وأستراليا والبرازيل وكندا والصين وقيرغيزستان والمكسيك.